# باشگاه فوتبال راسینگ گونیو
باشگاه فوتبال راسینگ که معمولاً با نام راسینگ گونیو شناخته می‌شود، یک باشگاه فوتبال حرفه‌ای است که در گونیو، هائیتی مستقر است.

## افتخارات
- لیگ هائیتی: ۳ قهرمانی